# Tivedstorp

Tivedstorp är en by i Tiveden i Laxå kommun.

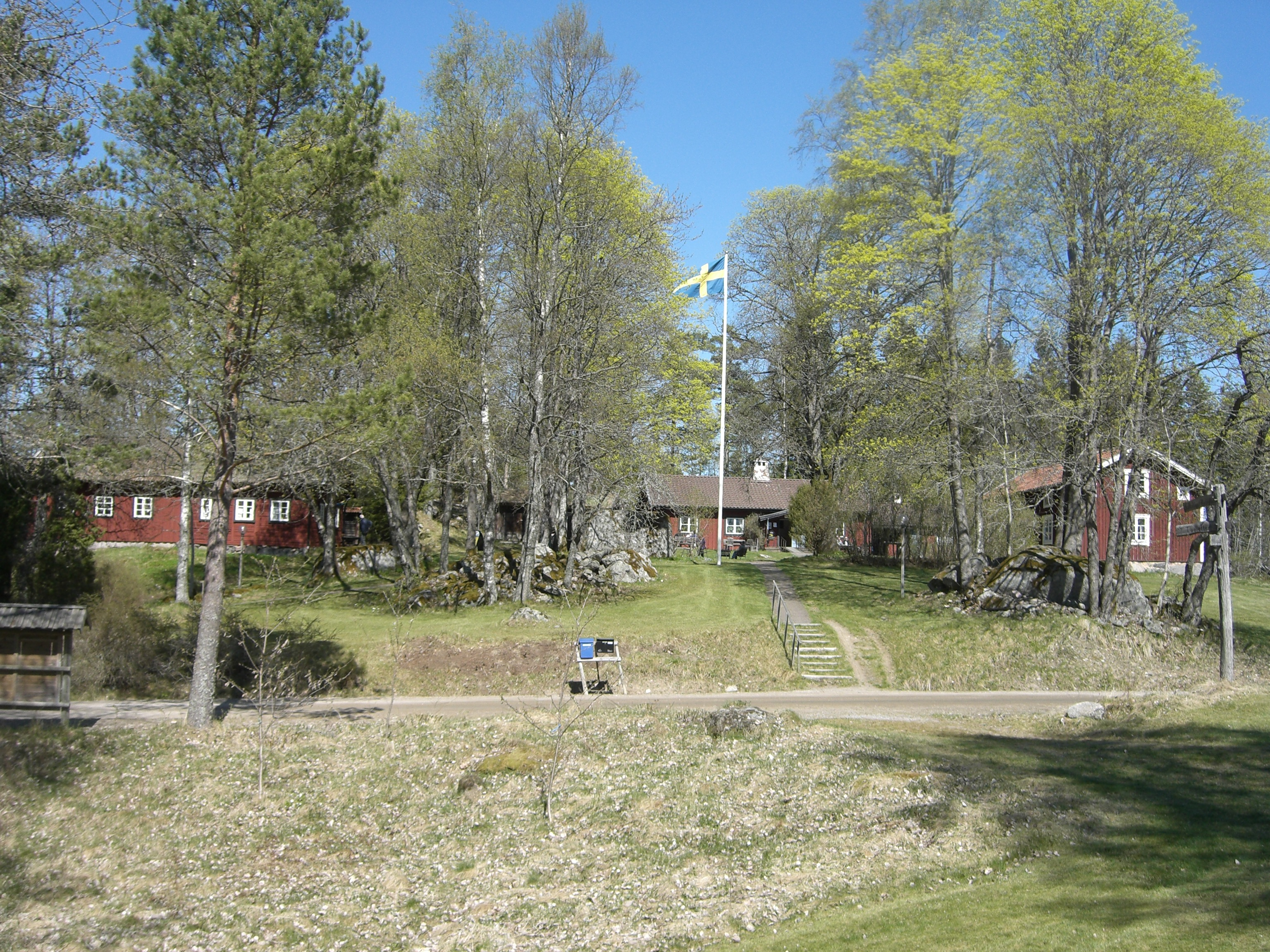
Kaffestugan i Tivedstorp

Byn är en gammal finnby från 1600-talet och kallades ursprungligen Hindrikstorp. I Tivedstorp finns många äldre byggnader bevarade, bland annat missionshuset som uppfördes 1880. Först omkring 1960 fick byn farbar väg.
Idag är byn ett turistmål, mycket tack vare kaffestugan. Förutom kaffeservering och enklare restaurang hör till verksamheten också ett vandrarhem inom Svenska Turistföreningen. Några vandrarhemsrum ligger i genuina gamla stugor. Verksamheten startades av biståndsorganisationen Individuell Människohjälp. Vandringsleden Bergslagsleden passerar genom byn.
I närheten ligger Tivedens nationalpark.